# Lista de hidróxidos

## Hidróxidos
Família 1A
- Hidróxido de lítio
- Hidróxido de sódio
- Hidróxido de potássio
- Hidróxido de rubídio
- Hidróxido de césio

Família 2A
- Hidróxido de magnésio
- Hidróxido de cálcio
- Hidróxido de estrôncio
- Hidróxido de bário

Família B
- Hidróxido de ferro (II)
- Hidróxido de ferro (III)
- Hidróxido de cobalto (II)
- Hidróxido de níquel (II)
- Hidróxido de cobre (II)
- Hidróxido de zinco
- Hidróxido de prata

Família 3A
- Hidróxido de alumínio
- Hidróxido de gálio (III)